# WHATWG
Web Hypertext Application Technology Working Group (WHATWG, dịch nghĩa: Nhóm làm việc về công nghệ ứng dụng siêu văn bản Web) là một cộng đồng của những người quan tâm đến việc phát triển HTML và các công nghệ liên quan. WHATWG được thành lập bởi các cá nhân từ Apple Inc., Mozilla Foundation và Opera Software, nhà cung cấp trình duyệt Web hàng đầu, vào năm 2004.
Thành viên tổ chức trung tâm và kiểm soát WHATWG ngày nay - "Nhóm chỉ đạo" - bao gồm Apple, Mozilla, Google và Microsoft. WHATWG có một ủy ban giám sát nhỏ, chỉ mời gọi là "Thành viên", có quyền buộc tội người biên tập các thông số kỹ thuật. Bất cứ ai cũng có thể tham gia với tư cách là "Cộng tác viên" bằng cách tham gia danh sách gửi thư WHATWG.

## Lịch sử
WHATWG được thành lập để đáp ứng sự phát triển chậm của các tiêu chuẩn Web World Wide Web Consortium (W3C) và quyết định từ bỏ HTML của W3C để ủng hộ các công nghệ dựa trên XML. Danh sách gửi thư WHATWG đã được công bố vào ngày 4 tháng 6 năm 2004, hai ngày sau khi các sáng kiến của bài viết về vị trí Opera Opera Mozilla  đã được các thành viên W3C bỏ phiếu tại Hội thảo W3C về Ứng dụng web và Tài liệu tổng hợp.
Vào ngày 10 tháng 4 năm 2007, Mozilla Foundation, Apple và Opera Software đã đề xuất  rằng nhóm làm việc HTML mới của W3C chấp nhận HTML5 của WHATWG làm điểm khởi đầu của công việc và đặt tên cho tương lai của nó là "HTML5" (mặc dù Đặc tả WHATWG sau đó được đổi tên thành Tiêu chuẩn sống HTML). Vào ngày 9 tháng 5 năm 2007, nhóm làm việc HTML mới của W3C đã quyết định làm điều đó. Một kiến trúc sư nền tảng Internet Explorer của Microsoft đã được mời nhưng không tham gia, với lý do thiếu chính sách bằng sáng chế để đảm bảo tất cả các thông số kỹ thuật có thể được thực hiện trên cơ sở miễn phí bản quyền. Kể từ đó, W3C và WHATWG đã phát triển HTML một cách độc lập, đôi khi khiến các thông số kỹ thuật bị chia tách ra.
Năm 2017, WHATWG đã thiết lập một thỏa thuận quyền sở hữu trí tuệ bao gồm chính sách bằng sáng chế. Điều này thúc đẩy một nỗ lực đổi mới để cho phép W3C và WHATWG hoạt động cùng nhau trên các thông số kỹ thuật. Năm 2019, W3C và WHATWG đã đồng ý một bản ghi nhớ về việc phát triển các đặc tả HTML và DOM sẽ được thực hiện chủ yếu trong WHATWG.
Trình chỉnh sửa có quyền kiểm soát đáng kể đối với thông số kỹ thuật, nhưng cộng đồng có thể ảnh hưởng đến các quyết định của biên tập viên. Trong một trường hợp, biên tập viên Ian Hickson đã đề xuất thay thế <time> bằng thẻ <data> chung hơn, nhưng cộng đồng không đồng ý và thay đổi đã được hoàn nguyên.

### Chuyển đổi xuất bản HTML sang WHATWG
Vào ngày 28 tháng 5 năm 2019, W3C đã thông báo rằng WHATWG sẽ là nhà xuất bản duy nhất của các tiêu chuẩn HTML và DOM. W3C và WHATWG đã xuất bản các tiêu chuẩn cạnh tranh từ năm 2012. Mặc dù tiêu chuẩn W3C giống hệt với WHATWG năm 2007, các tiêu chuẩn đã dần dần bị phân kỳ do các quyết định thiết kế khác nhau. "Living Standard" của WHATWG đã từng là tiêu chuẩn web thực tế trong một thời gian.